# Alstroemeria monantha
Alstroemeria monantha este o specie de plante monocotiledonate din genul Alstroemeria, familia Alstroemeriaceae, descrisă de Pierfelice Ravenna. Conform Catalogue of Life specia Alstroemeria monantha nu are subspecii cunoscute.